# ダイナナホウシユウ
ダイナナホウシユウ（ダイナナホウシュウ、1951年5月11日 - 1974年1月）は、日本の競走馬、種牡馬。
1953年に「タマサン」の名で国営競馬（1954年より日本中央競馬会）でデビュー。一説では380kg台といわれた小柄な馬体ながら初戦より連勝を重ね、1954年よりダイナナホウシユウと改名されたのち皐月賞を制覇。同競走までの11連勝は中央競馬における最多連勝タイ記録である。のち連勝を止めたが、同年秋には菊花賞にも優勝し、同年の最良4歳牡馬に選出された。1955年には天皇賞（秋）を制し、最良5歳以上牡馬となる。それから1年の休養を経て、1956年末に新設された中山グランプリを最後に引退した。通算29戦23勝。「褐色の弾丸列車」の異名をとった。
1957年より種牡馬となったが産駒に中央競馬の重賞勝利馬はなく、その役目を終えてからは馬術競技馬としても使役された。

## 経歴

### デビューまで
1951年、北海道虻田郡豊浦町の飯原農場に生まれる。牧場での幼名は「タマサン」。1948年の天皇賞（春）に優勝したシーマーを父にもち、同父の同期生産馬には後にライバルと目されるようになるタカオーがいた。牧場主・飯原盛作は生産馬に対し極めて厳しい鍛錬を課したことで知られ、タマサン、タカオーともにこの方針のもと育てられた。長じた両馬はいずれも体高5尺1寸（約154cm）、体重は平均415kg前後、一説にタマサンは380kg台という、当時としても小柄な体格に育った。
のち九州で炭鉱を経営する上田清次郎の所有馬となり、京都競馬場・上田武司厩舎に入る。清次郎は最初の所有馬ホウシユウが活躍して以来、期待馬に対しては「ダイニホウシユウ」、「ダイサンホウシユウ」と番号を割り振った命名をすることを常としていたが、タマサンにそうした名付けは行われず、幼名がそのまま競走名となった。小柄な体格から、当初はさしたる期待を受けていなかったのだとされる。

### 戦績

#### 3－4歳時（1953－1954年）
1953年8月の小倉開催でデビュー。飯原農場の出身である石崎修を鞍上に、初戦こそ2着とクビ差の辛勝だったものの、以後11月に京都で出走を終えるまでレコード勝ち1回を含む無傷の8連勝を記録。内容はいずれもスタートで先頭に立ってからの逃げ切り勝ちというものだった。翌年からタマサンは「ダイナナホウシユウ」と改名され、騎手も所属厩舎の主戦騎手・上田三千夫に替わることになった。

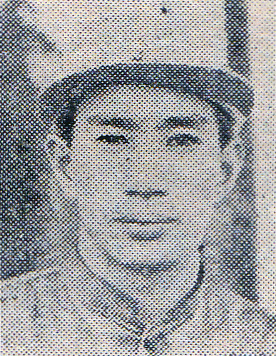
石崎修
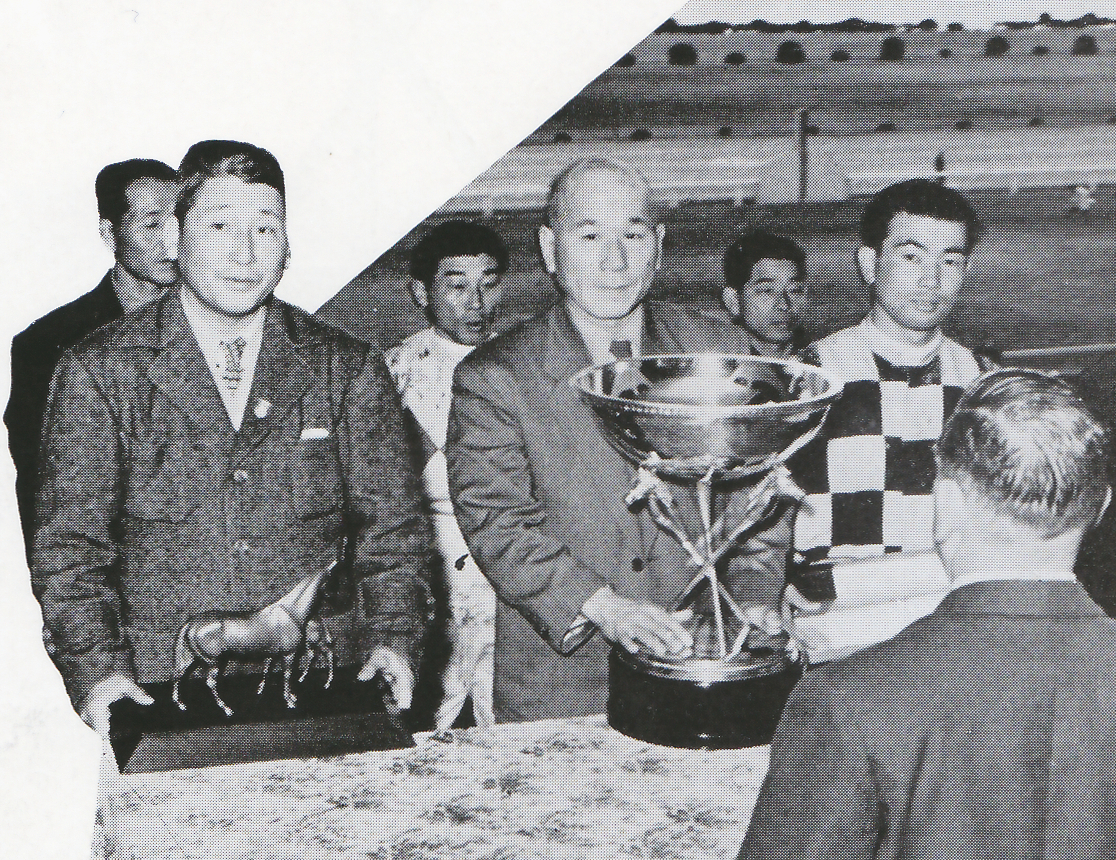
左から上田武司、上田清次郎、上田三千夫

4歳となった1954年3月に復帰。2着に大差（10馬身以上）をつけて逃げ切り勝ちを収め、このころより「褐色の弾丸列車」という異名が冠されはじめる。4歳クラシック初戦・皐月賞を見据えての東上戦でも大差勝ちを収めた。なお、この2戦の公式記録は「大差」であるが、山野浩一著『栄光の名馬』によれば、それぞれの着差は15馬身、24馬身とされる。

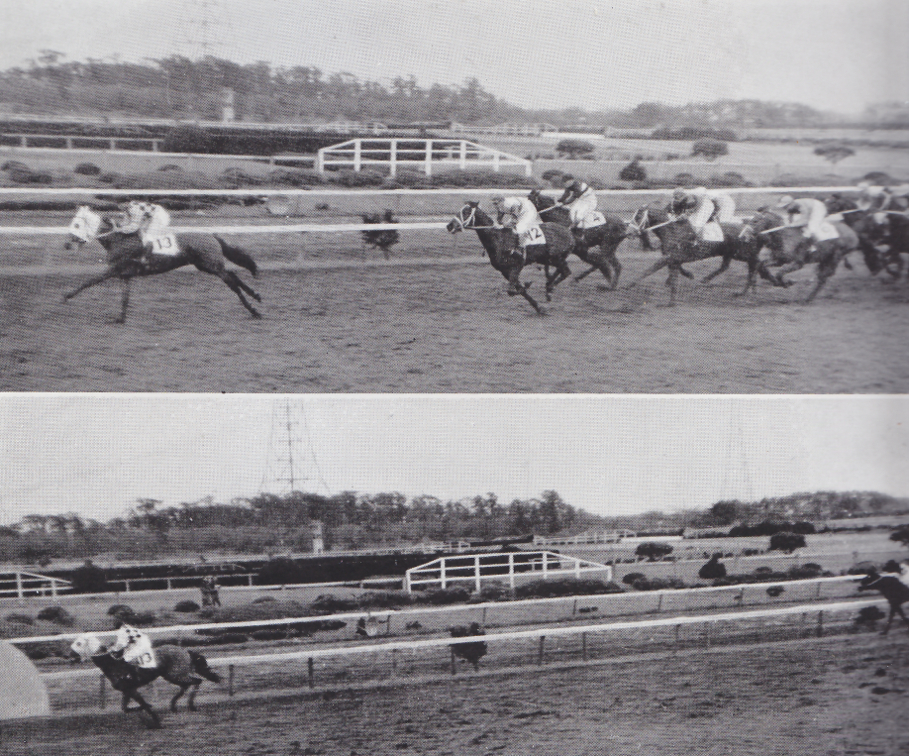
皐月賞。スタートから先頭を奪うダイナナホウシユウ（上）、ゴール前の様子（下）。

4月18日、10戦10勝の成績で皐月賞を迎えた。ここにおいて、3歳王者戦・朝日盃三歳ステークスや前哨戦のスプリングステークスを含め17戦14勝、目下11連勝中のタカオーとの初対戦となる。前夜から降雨があり当日の馬場状態は不良となったなか、タカオー1番人気、ダイナナホウシユウ2番人気の順となったが、両馬とも重馬場は苦にしないとみられ単勝の売上票数は4799対4668と僅差だった。スタートが切られるとダイナナホウシユウが常の通り先頭を奪い、道中は後続を引き離しての逃げを打つ。第3コーナーから最終コーナーにかけてその差は一時詰まったが、最後の直線に入るとダイナナホウシユウは再び後続を突き放し、2着オーセイに8馬身差をつけての優勝を果たした。道中、足下の悪さに何度もバランスを崩した（同馬に騎乗した高橋英夫の言）というタカオーは4着に敗れて連勝を11で止め、ダイナナホウシユウがこれに並ぶ無敗の11連勝を達成した。これは当時の国営競馬の前身・日本競馬会時代を含めると、クリフジ、トサミドリ、ウイザートに並ぶ最多連勝のタイ記録であった。
5月5日には東京優駿（日本ダービー）へのトライアル競走・NHK杯へ出走。1番人気に推されたダイナナホウシュウに対し、タカオーは人気を落として3番人気となったが、ダイナナホウシユウはスタートで出遅れて逃げることができず、終始好位でレースを進めたタカオーが勝利。ダイナナホウシユウは2着ミネマサにも半馬身遅れての3着と敗れ、タカオーに続き連勝を11で止めた。
5月23日、日本ダービーを迎える。前走で敗れたものの、ダイナナホウシユウは49.5パーセントという支持率で1番人気に推され、タカオーが2番人気でこれに続いた。馬場状態は稍重だったが、前座の競走では良馬場よりも4～5秒のタイムがかかる荒れた状態であった。
当時はバリヤーという遮蔽テープの後ろに全馬が整列し、テープが跳ねあがると同時にスタートという方式がとられていた。本競走のスタートが切られた瞬間、ダイナナホウシユウの右隣にいたブリンクヒルが、同じく左隣にいたホマレオーと接触するほど急激に横突し、やや立ち後れ気味だったダイナナホウシュウは左右から挟まれる形となり、大きく出遅れた。道中は各馬が状態の悪い馬場内側を避け、外めを走っていくなか、上田ダイナナホウシユウは荒れた内側を通って先団に進出していき、最終コーナーから先頭に立った。最後の直線では逃げ粘りを図ったが、半ばで失速してタカオーにかわされ、さらに同馬をかわして優勝したゴールデンウエーブから約5馬身差の4着と敗れた。タカオーは2着であった。
その後は休養に入り、9月に復帰して緒戦のオープン競走で勝したが、続く京都盃、オープン競走の2戦は、いずれも日本ダービー3着のミネマサに敗れた。しかし、クラシック三冠最終戦・菊花賞への前哨戦として臨んだ神戸盃では、64kgの斤量を負いながらも逃げ切りでの勝利を挙げ、同23日に菊花賞を迎えた。当日はミネマサが1番人気となったが、レースではダイナナホウシユウが後続を大きく離しての逃げからそのままゴールまで押し切り、ミネマサに6馬身差をつけてクラシック二冠を制した。この競走で4着となったタカオーとは、これが最後の対戦となった。
年末にはオープン競走を制し、当年の出走を終える。当年啓衆社がはじめた中央競馬の年度表彰において、ダイナナホウシユウは最良4歳牡馬に選出された。また、ダイナナホウシユウとタカオーの活躍により、飯原農場は生産者成績で第1位となっている。

#### 5－6歳時（1955－1956年）
5歳となった1955年は年頭からオープン競走を2連勝したが、天皇賞（春）を前に出走した3戦目では3着と敗れる。この競走後、屈腱炎のため休養に入った。なお、ダイナナホウシユウが回避した天皇賞はタカオーがレコードタイムで優勝している。
9月に復帰し、緒戦のオープン競走では66kgを負いながら2着に5馬身差をつけて勝利。続く京都記念では65kgを負い、2200メートルを2分16秒4の日本レコードタイムで制した。のち天皇賞（秋）に備えて東上し、前哨戦として臨んだオープン競走・2000メートルを2分2秒2で駆け抜け、2戦連続のレコード勝利を挙げた。なお、前者のレコードは1965年まで（コースレコードとして）、後者は1963年にヤマトキョウダイに破られるまで保持された。
3連勝の成績で天皇賞を迎えたが、回避も視野に入っていたほど脚部の状態は芳しくなく、最終調教はごく軽いものであった。レースでは逃げ粘りつつも、最後の直線でいったんファイナルスコアに交わされたが、これを再び差し返しての優勝を果たした。上田三千夫は後に「あれは鼻の差だったが、私は勝ったという自信があった。それよりも脚の方が心配だった」と述べている。
天皇賞制覇のあと、脚部不安と負担重量の増加を嫌い、翌1956年秋まで約1年にわたって休養する。しかし当年、出走馬をファン投票で決めるオールスター競走・中山グランプリが新設されることが決まり、これを目標として復帰。67kgを負っての復帰初戦、続く阪神大賞典と連勝した。
中山グランプリのファン投票においてダイナナホウシユウは10位以内に入らず、推薦による出走となったが、7頭の八大競走優勝馬が顔を揃えたなかで、当日の人気ではメイヂヒカリに次ぐ2番人気となった。しかし競走前から脚部に異常の兆候がみられており、レース中の向正面で故障を発生。「四本の脚のうち三本までがいけなかった」（上田）という状態で12頭立ての11着に終わり、これを最後として競走生活から退いた。

### 引退後
競走馬引退後は日本中央競馬会に買い上げられて種牡馬となった。競走成績の良さを買われて当初は多くの交配相手を集めたものの、地方競馬の重賞勝利馬を数頭出した程度（下記）に終わった。1966年まで種牡馬として供され、その後は日高育成牧場で若駒の追い運動を補助する役を務めたのち、札幌の大学馬術部に移った。1973年には全国学生馬術選手権出場のため、かつて競走馬として走った阪神競馬場にも姿をみせた。それから間もなく熊本県の大津農業高等学校に寄贈され、1974年1月に同地で死亡したと伝えられる。24歳没。

## 評価
騎乗した上田三千夫は「あの小さな身体でよく走った。ダイナナホウシユウの良さはスピードにあった。」と評している。評論家の山野浩一は『栄光の名馬』（1976年刊）において、タイトルの数、勝率、持ちタイム、過酷な負担重量の克服といった諸要素から鑑みて「戦後日本の代表的な競走馬だといえる」「少なくともシンザン、トキノミノル、セントライト、クリフジの四巨星に次ぐ馬としてダイナナホウシュウはスピードシンボリ、トサミドリ、ハクチカラと並ぶべき馬であろう」と述べている。日本中央競馬会の広報誌『優駿』が2000年（11月号）で選出した「20世紀のベストホース100」に名を連ねたほか、同誌が2004年（3月号）に識者投票で選んだ「THE GREATEST 記憶に残る名馬たち - 年代別代表馬 BEST10」という企画においては、1950年代でトキノミノル、ハクチカラに次ぐ3位となっている。
なお、前段で山野が名を挙げた馬は、1984年にJRA顕彰馬制度が創設されてからすべて殿堂入りしているが、ダイナナホウシユウはそうならなかった。候補には挙げられたが、選考委員を務めた「ある大学の権威ある人」が「馬品に欠ける」と述べたことで選外になったという。馬主の上田清次郎は落選に激怒していたといい、ダイナナホウシユウに深く傾倒していた詩人の志摩直人も「天下一品の流れるようなリズムでどこまでも先頭をきって走る美しい姿こそサラブレッドの極みではないか」と、件の選考委員の言に反論を加えている。

## 競走成績
| 年月日 | 年月日 | 年月日 |      | レース名       | 頭数 | 人気 | 着順 | 距離（状態） | タイム      | 騎手       | 斤量 | 勝ち馬/（2着馬）     |
| 1953   | 8.     | 2      | 小倉 | 三歳オープン   | 7    | 2    | 1着  | 1000m（良）  | 1:02.2      | 石崎修     | 52   | （コウカイ）         |
|        | 9      | 5      | 中京 | 三歳オープン   | 6    | 1    | 1着  | 1000m（不）  | 1:04.4      | 石崎修     | 52   | （シヨウセイ）       |
|        | 9.     | 19     | 中京 | 三歳特別       | 4    | 2    | 1着  | 1000m（重）  | 1:05.0      | 石崎修     | 51.5 | （コウカイ）         |
|        | 10.    | 4      | 京都 | 三歳オープン   | 7    | 1    | 1着  | 1000m（良）  | 1:00.4      | 石崎修     | 52   | （マナスル）         |
|        | 10.    | 17     | 京都 | 三歳優勝       | 4    | 1    | 1着  | 1200m（良）  | R1:12.4     | 石崎修     | 52   | （コマツカゼ）       |
|        | 10.    | 24     | 阪神 | 三歳オープン   | 10   | 1    | 1着  | 1200m（良）  | 1:13.0      | 石崎修     | 52.5 | （コウカイ）         |
|        | 11.    | 8      | 阪神 | 三歳優勝       | 3    | 2    | 1着  | 1200m（良）  | 1:14.4      | 石崎修     | 52.5 | （マツオ）           |
|        | 11.    | 21     | 京都 | 三歳オープン   | 6    | 1    | 1着  | 1200m（良）  | 1:16.1      | 石崎修     | 53   | （トリツバサ）       |
| 1954   | 3.     | 20     | 京都 | 四歳オープン   | 6    | 1    | 1着  | 1600m（良）  | 1:39.6      | 上田三千夫 | 56   | （ヒサニシキ）       |
|        | 4.     | 5      | 中山 | 四歳オープン   | 5    | 1    | 1着  | 1800m（良）  | 1:53.0      | 上田三千夫 | 57   | （キタノイヅミ）     |
|        | 4.     | 18     | 中山 | 皐月賞         | 13   | 2    | 1着  | 2000m（不）  | 2:11.4      | 上田三千夫 | 57   | （オーセイ）         |
|        | 5.     | 5      | 東京 | NHK盃          | 11   | 1    | 3着  | 2000m（良）  | （3/4身）   | 上田三千夫 | 57   | タカオー             |
|        | 5.     | 23     | 東京 | 東京優駿       | 18   | 1    | 4着  | 2400m（稍）  | （5身）     | 上田三千夫 | 57   | ゴールデンウエーブ   |
|        | 9.     | 25     | 京都 | 四歳上オープン | 4    | 1    | 1着  | 1700m（重）  | 1:45.2      | 上田三千夫 | 60   | （ニユークモハタ）   |
|        | 10.    | 3      | 京都 | 京都盃         | 5    | 1    | 2着  | 2400m（重）  | （3/4身）   | 上田三千夫 | 59   | ミネマサ             |
|        | 10.    | 23     | 阪神 | 四歳上オープン | 5    | 1    | 2着  | 2000m（良）  | （1 1/4身） | 上田三千夫 | 61   | ミネマサ             |
|        | 11.    | 7      | 阪神 | 神戸盃         | 6    | 1    | 1着  | 2000m（良）  | 2:03.4      | 上田三千夫 | 64   | （サンダービー）     |
|        | 11.    | 23     | 京都 | 菊花賞         | 9    | 2    | 1着  | 3000m（良）  | 3:09.2      | 上田三千夫 | 57   | （ミネマサ）         |
|        | 12.    | 25     | 阪神 | 四歳上オープン | 6    | 1    | 1着  | 1800m（良）  | 1:52.4      | 上田三千夫 | 66   | （ロビンオー）       |
| 1955   | 1.     | 8      | 京都 | 五歳上オープン | 5    | 1    | 1着  | 1700m（稍）  | 1:44.2      | 上田三千夫 | 65   | （セカイイチ）       |
|        | 2.     | 19     | 小倉 | 五歳上オープン | 5    | 1    | 1着  | 1800m（良）  | 1:54.6      | 上田三千夫 | 65   | （セカイイチ）       |
|        | 4.     | 17     | 京都 | 五歳上オープン | 7    | 1    | 3着  | 1700m（不）  | （5 1/4身） | 荒木正勝   | 64   | ライリユウ           |
|        | 9.     | 24     | 京都 | 四歳上オープン | 7    | 1    | 1着  | 2000m（良）  | 2:06.2      | 上田三千夫 | 65   | （ケンシユン）       |
|        | 10.    | 9      | 京都 | 京都記念       | 8    | 1    | 1着  | 2200m（良）  | R2:16.8     | 上田三千夫 | 65   | （ヒデホマレ）       |
|        | 11.    | 5      | 中山 | 四歳上オープン | 3    | 1    | 1着  | 2000m（良）  | R2:02.4     | 上田三千夫 | 55   | （ブレツシング）     |
|        | 11.    | 20     | 東京 | 天皇賞（秋）   | 12   | 1    | 1着  | 3200m（良）  | 3:24.8      | 上田三千夫 | 58   | （フアイナルスコア） |
| 1956   | 11.    | 17     | 京都 | 四歳上オープン | 7    | 2    | 1着  | 1800m（良）  | 1:52.4      | 上田三千夫 | 67   | （シヤングリラ）     |
|        | 12.    | 2      | 阪神 | 阪神大賞典     | 6    | 1    | 1着  | 2000m（良）  | 2:04.2      | 上田三千夫 | 61   | （オンワード）       |
|        | 12.    | 23     | 中山 | 中山グランプリ | 12   | 2    | 11着 | 2600m（良）  | （3.0秒）   | 上田三千夫 | 55   | メイヂヒカリ         |

1. 出典：『優駿』2000年3月号、38頁。
2. 競走名太字は八大競走。
3. タイム欄Rはレコードタイムを表す。敗戦時のタイム欄括弧内は1着馬との着差。

## 重賞勝利産駒
地方競馬重賞勝利馬
- スカーレット（1964年ゴールドカップ・浦和 1965年金盃・大井[14]）
- ウミタカ（1965年郭公賞・北海道、道新杯・北海道[15]）

## 血統表
父は前述の通り天皇賞の優勝馬。ダイナナホウシユウとタカオーが活躍した1954年と55年には、それぞれ種牡馬ランキングで4、5位の成績を残した。母・白玲は不出走。ダイナナホウシユウの姉エゾレイザン（繁殖名・レイザン）は14勝を挙げている。祖母シルバーバットンを祖とする牝系「シルバーバットン系」は日本で最も古いもののひとつであり、ダイナナホウシユウを日本ダービーで破ったゴールデンウエーブや、ダイナナホウシユウと同じく11連勝の記録をもつウイザートも同じ牝系に属する。
| ダイナナホウシユウの血統 | ダイナナホウシユウの血統                       | ダイナナホウシユウの血統        | （血統表の出典）      | （血統表の出典）      |
| 父系                     | ザテトラーク系                                 | ザテトラーク系                  | ザテトラーク系        | [ § 2 ]               |
| 父 シーマー 1944 鹿毛    | 父の父*セフト Theft 1932 鹿毛                  | Tetratema                       | The Tetrarch          | The Tetrarch          |
| 父 シーマー 1944 鹿毛    | 父の父*セフト Theft 1932 鹿毛                  | Tetratema                       | Scotch Gift           |                       |
| 父 シーマー 1944 鹿毛    | 父の父*セフト Theft 1932 鹿毛                  | Voleuse                         | Volta                 | Volta                 |
| 父 シーマー 1944 鹿毛    | 父の父*セフト Theft 1932 鹿毛                  | Voleuse                         | Sun Worship           |                       |
| 父 シーマー 1944 鹿毛    | 父の母秀調 1936 黒鹿毛                         | 大鵬                            | *シアンモア           | *シアンモア           |
| 父 シーマー 1944 鹿毛    | 父の母秀調 1936 黒鹿毛                         | 大鵬                            | *フリッパンシー       |                       |
| 父 シーマー 1944 鹿毛    | 父の母秀調 1936 黒鹿毛                         | 英楽                            | *チャペルブラムプトン | *チャペルブラムプトン |
| 父 シーマー 1944 鹿毛    | 父の母秀調 1936 黒鹿毛                         | 英楽                            | 慶歌                  |                       |
| 母 白玲 1935 栗毛        | 母の父*レヴユーオーダー Review Order 1923 栗毛 | Grand Parade                    | Orby                  | Orby                  |
| 母 白玲 1935 栗毛        | 母の父*レヴユーオーダー Review Order 1923 栗毛 | Grand Parade                    | Grand Geraldine       |                       |
| 母 白玲 1935 栗毛        | 母の父*レヴユーオーダー Review Order 1923 栗毛 | Accurate                        | Pericles              | Pericles              |
| 母 白玲 1935 栗毛        | 母の父*レヴユーオーダー Review Order 1923 栗毛 | Accurate                        | Accuracy              |                       |
| 母 白玲 1935 栗毛        | 母の母第三シルバーバットン 1916 栗毛           | *ブレアーモアー Blairmore       | Blairfinde            | Blairfinde            |
| 母 白玲 1935 栗毛        | 母の母第三シルバーバットン 1916 栗毛           | *ブレアーモアー Blairmore       | Woollahra             |                       |
| 母 白玲 1935 栗毛        | 母の母第三シルバーバットン 1916 栗毛           | *シルバーバットン Silver Button | Bachelor's Button     | Bachelor's Button     |
| 母 白玲 1935 栗毛        | 母の母第三シルバーバットン 1916 栗毛           | *シルバーバットン Silver Button | Queen of the Florin   |                       |
| 母系(F-No.)              | 4号族(FN:4-g)                                  | 4号族(FN:4-g)                   | 4号族(FN:4-g)         | [ § 3 ]               |
| 5代内の近親交配          | 5代以内アウトブリード                          | 5代以内アウトブリード           | 5代以内アウトブリード | [ § 4 ]               |
| 出典                     | 1. 2. 3. 4.                                    | 1. 2. 3. 4.                     | 1. 2. 3. 4.           | 1. 2. 3. 4.           |

### 近親
- 甥 - エゾテツザン（阪神記念2回、京都記念[1]）
- 従兄 - キンテキ（農林省賞典障碍[1]）
- 従兄 - ウイザート（阪神三歳ステークス、セントライト記念[1]）
- 又姪 - クロユリ（阪神大障害[1]）
- 又甥 - ミドリオー（CBC賞[1]）
- 又甥 - ハマノパレード（阪神大賞典、宝塚記念[1]）